# مانغفال
نَهْر مانغفال (بالأَلمانِيَّة: Mangfall) هُو مَجرى مائِيّ طبِيعِيّ، يَقع في جَنُوب مُحافظة باڤارِيا العُليَا شمال جِبال الأَلب جَنُوب جُمهُوريَّة أَلمَانيَا الاِتّحاديّة. يَنبِعُ نَهر مانغفال من بُحيرة تيغرنزيه، ويُوَاصِل النّهر جريانهُ لمَسَافَة 58 كم تقريباً، مُشَكِّلاً في مسَارِهِ عددٍ مِن البحرِيّات، والفُرُوع النَهرِيّة الصغِيرة قَبل أَن يصبّ في نَهر إِن.

## صُوّر

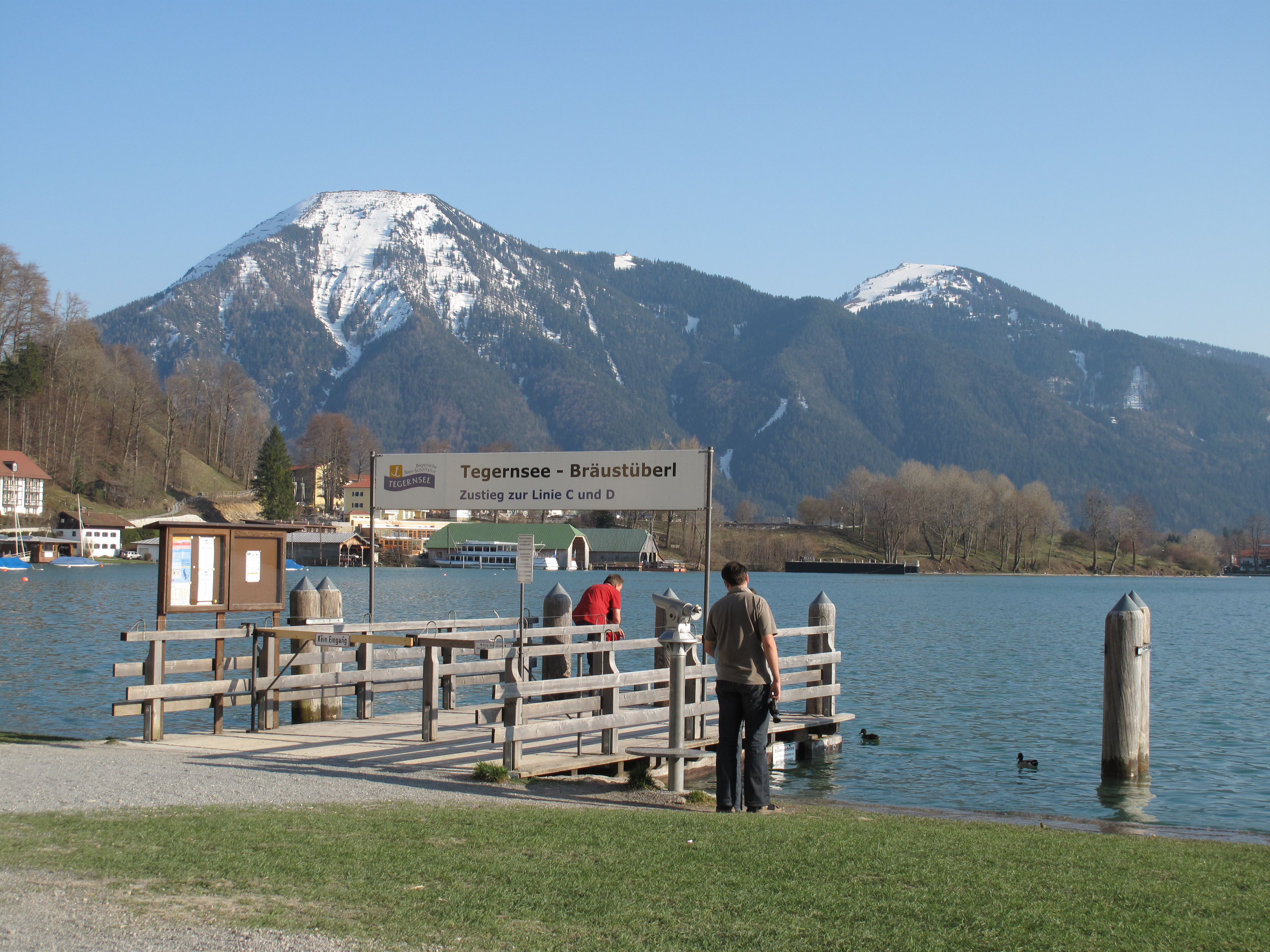
جِبال الأَلب الباڤارِيَّة التي تكوِّن مَنْبَع النَّهر وبُحيرة تيغرنزيه.
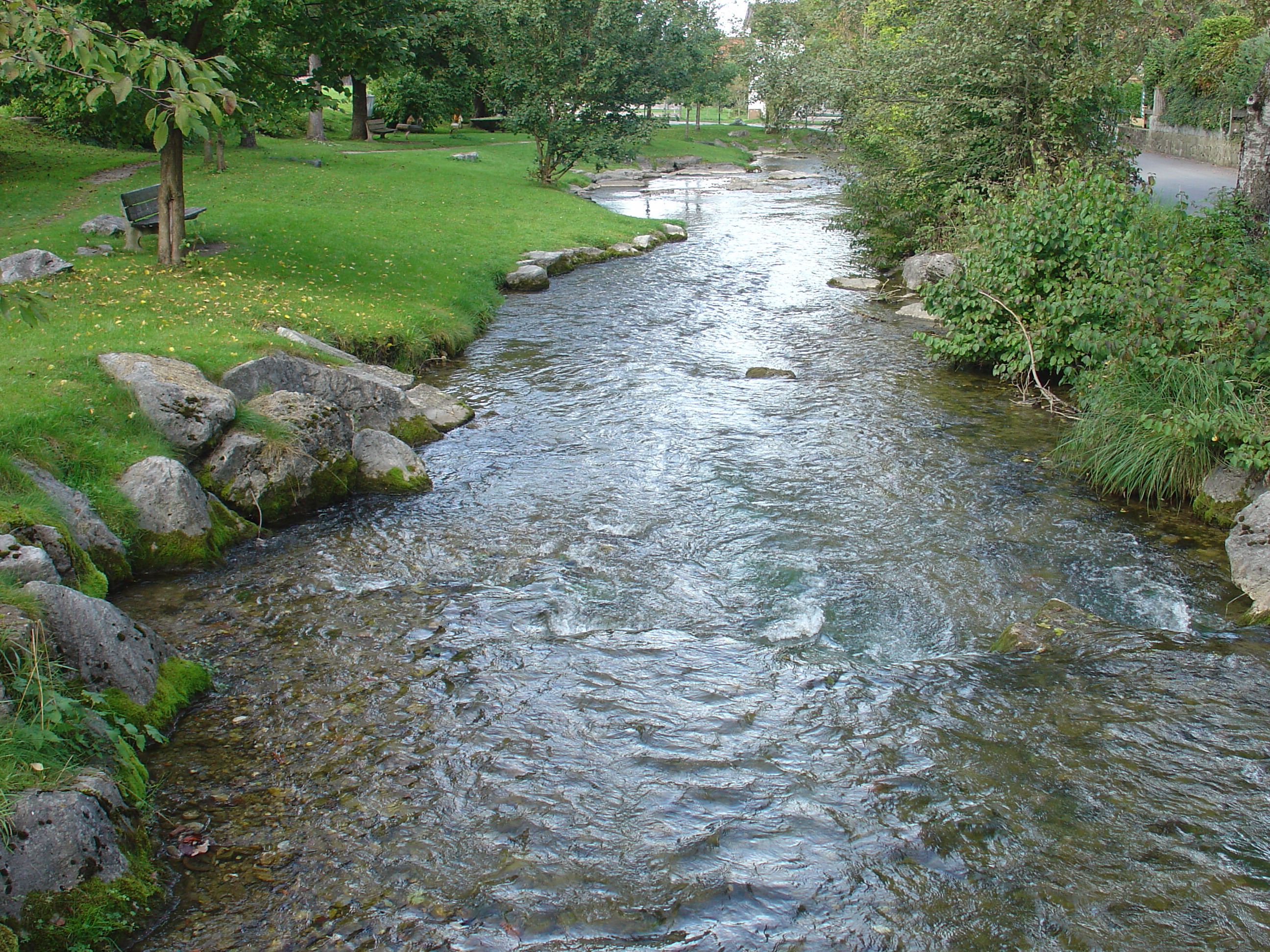
يُوَاصِل نَهر مانغفال جريانهُ حيثُ يلتقِي بعدد من مُدُن وبَلدات باڤارِيا العُليَا.
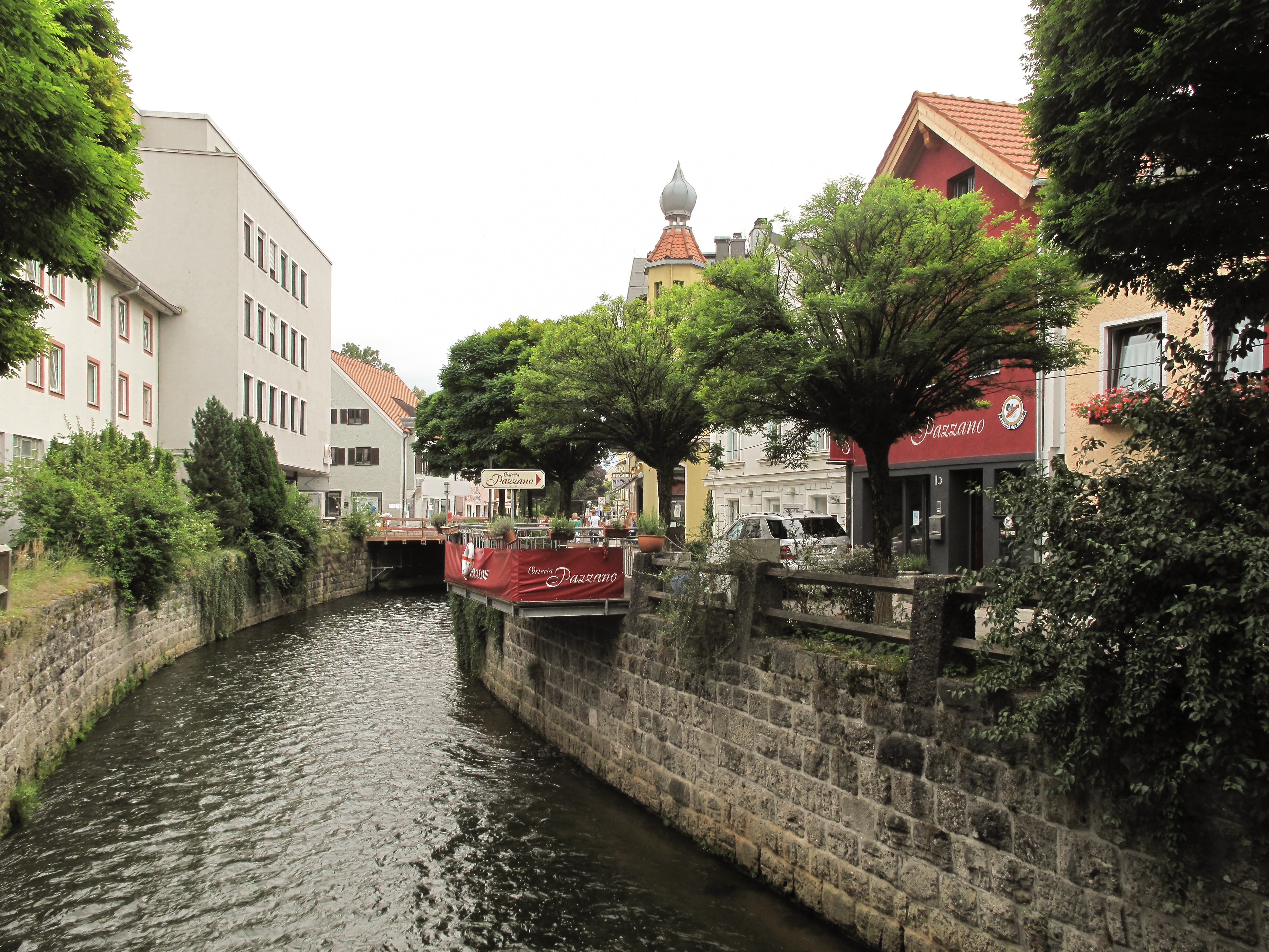
نَهر مانغفال وَسَط إِحدَى المُدُن الباڤارِيَّة.
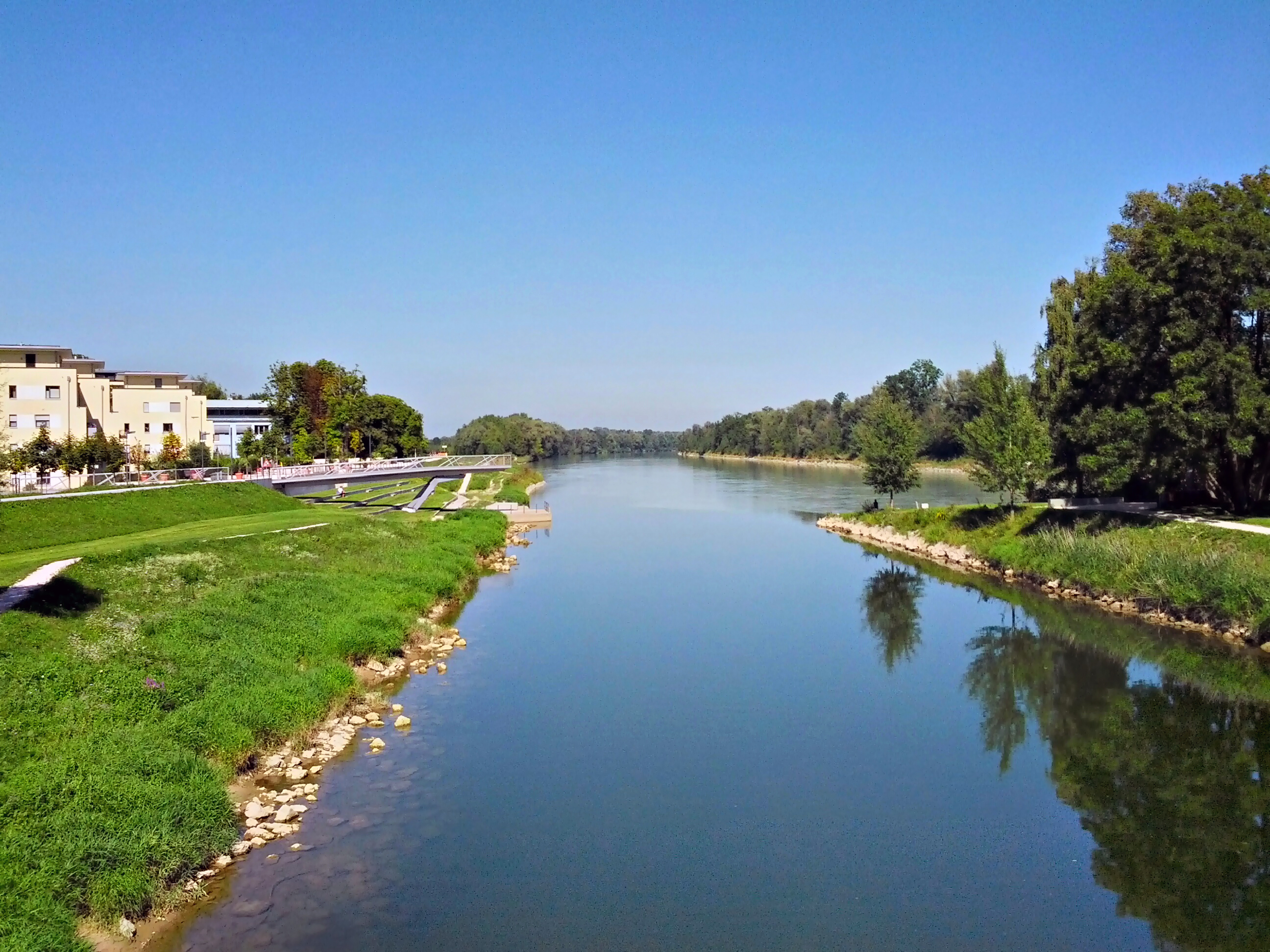
مَصَبّ مانغفال في نَهر إِن، حيثُ يلتقِي النّهرانِ في مدِينة رُوزِنّهَايِم.